# 奇跡の人 (1962年の映画)
『奇跡の人』（きせきのひと、The Miracle Worker）は、1962年のアメリカ合衆国の伝記映画。監督はアーサー・ペン、出演はアン・バンクロフトとパティ・デュークなど。ウィリアム・ギブスンによる1959年の同名の舞台劇を原作とし、ギブスン自らが脚色した。
ヘレン・ケラーと、三重苦のヘレンに効果的で何より厳しくも人間的な教育を授けて行ったアン・サリヴァンの偉業が描かれる。
アカデミー賞では5部門にノミネートされ、主演女優賞（アン・バンクロフト）、助演女優賞（パティ・デューク）を受賞した。

## ストーリー
ケラー夫妻(夫アーサー、妻ケイト)は、目が見えず耳が聞こえず言葉も話せない娘ヘレン・ケラーを育ててきたが意思疎通が図れず悩んでいた。ある日夫妻はヘレンとの会話の手段を得ようと視覚障害者の生徒が通う学院に支援を求めると、後日住み込みの家庭教師としてアン・サリヴァンがやって来る。
室内に入りヘレンに対面したサリヴァンは持ってきた人形を渡すと彼女の手を自身の指に触れさせて、指文字によるアルファベットで“D・O・L・L”と一文字ずつ表す。ヘレンが指文字を“猿まね”したことに「今はただ真似をしてくれるだけでいい」と喜び、“CAKE”(ケーキ)などの単語を教える。しかしその直後サリヴァンはヘレンに顔を叩かれてしまい、しつけも教える必要があると気づき“良い”“悪い”も教え始める。
その日初めて家族と食卓を囲んだサリヴァンは、テーブルの周りを歩きながら家族の料理をつまみ食いする形で食事するヘレンに愕然とする。ヘレンの無作法な食事のことで夫妻と口論したサリヴァンは、食堂から家族を追い出してヘレンと2人きりになると最低限の食事のマナーを教えることに。反発して暴れ回るヘレンにサリヴァンは力ずくで座らせるなど応戦し、嵐のような攻防の末数時間かかってヘレンに食事の仕方を教え込む。
その夜夫妻はサリヴァンと話し合い、アーサーは強引なやり方の彼女を辞めさせようとするが、ケイトは彼女の力を信じたいと夫を説得する。ヘレンが時々暴れるのは夫妻の哀れみと過保護が原因と気づいたサリヴァンは、夫婦の目が届く場所では彼女を教育できないと訴える。夫婦から「ヘレンに優しく接する」「2週間だけ」の条件で許可を得たサリヴァンは、ケラー家の離れを借りてヘレンと2人だけで過ごし始める。
サリヴァンは日常の様々な動作とマナーに加え、ヘレンに様々な物に触れさせては物のつづりを限られた時間の中で教え続ける。サリヴァンは、「全ての物には名前があり、ヘレンがそれを気づけば世界が広がるのに」と苦悩するが、結局彼女は指文字を猿まねするだけで2週間が過ぎてしまう。落ち込みながらも約束通りヘレンと共に母屋に帰るサリヴァンだったが、その直後ふとしたきっかけでヘレンは指文字の言葉を理解し2人の努力が報われ家族と共に涙を流す。

## 登場人物
アン・サリヴァン
ヘレンの家庭教師。ケラー夫妻に依頼されてボストンの視覚障害者がいる学院からやってきた。視覚障害者だが学校の成績は優秀。本などは顔に近づけないと読めない。あらゆる光が苦手なため室内でも日常的にサングラスをかけている。ジェームズという弟(ヘレンの兄と偶然名前が同じ)がいて、作中では過去に弟とやり取りした様子が描かれている。愛情深いが時々暴れるヘレンに厳しい態度で接することもしばしばで、頑固な所がありやや協調性に欠ける部分がある。盲ろう者のヘレンに言葉を教える難しさに苦悩する。
ヘレン・ケラー
赤ん坊の頃に熱を伴う病気にかかった後視力と聴力を失い、話せない状態となる。顔の表情で大雑把な喜怒哀楽は表現できるが、具体的な細かいことまでは表現できない。また、甘やかされて育ったため、要求が通らないと相手を叩いたり周りにある物を壊すなど時折癇癪(かんしゃく)を起こす。人形遊びが大好き。
アーサー・ケラー
タスカンビア(アラバマ州)で一家で暮らしている大地主。南北戦争の時、南軍の大尉で、それゆえ普段から家族に“大尉”と呼ばれている。障害を持つヘレンを愛しているが日常的に生活が乱されてきたため、少々怒りっぽい性格になっている。ヘレンにしつけが必要と思いながらも甘やかしている。作中では北部人に偏見を持つ発言をしており、北部人のサリヴァンを見下すような態度を取っている。
ケイト・ケラー
アーサーの後妻でヘレンの実母。サリヴァンが来る前に自身にとって2人目となる赤ん坊を産んでいる。ヘレンと会話がしたいと強く思っており娘が何を欲しているのかを探ろうとするが、意思疎通のやり方が分からずやや神経質になっている。これまでにヘレンの視力や聴力を治すためにいくつかの病院を訪れるなど努力してきた。
ジェームズ・ケラー
アーサーと前妻との息子。ヘレンの腹違いの兄で、年は20歳前後。障害者となったヘレンが暮らしやすいよう施設に入れた方がいいと思っている。気ままな性格で余計な一言を言ったり、周りの人をからかうような言動をすることがあるが根は悪くない。
ヘレンの叔母
ケラー家に時々訪れては、一家と雑談を交わしたり食事を囲んでいる。ヘレンのことを気にかけており、彼女の感受性豊かな所を褒めている。ケラー夫妻に視覚障害者施設にヘレンのことを相談するよう助言する。
ビニー
黒人の家政婦。ケラー家の家事をしたり、ケイトの第2子である赤ん坊の世話をするなどしている。
ジェームズ・サリヴァン
サリヴァンの弟。回想シーンにのみ登場。生まれつき足が不自由。年齢は日本で言う小学校低学年ぐらい。少女だったサリヴァンと共に劣悪な施設で暮らしていたが、自身の世話をしていた姉がその後学校に行くことになり離れ離れとなった。約10年前(ヘレンと同じくらいの年齢の時)に亡くなっている。

## キャスト
| 役名               | 俳優                   | 日本語吹替                                                   |
| 役名               | 俳優                   | NETテレビ版                                                  |
| ------------------ | ---------------------- | ------------------------------------------------------------ |
| アン・サリヴァン   | アン・バンクロフト     | 中西妙子                                                     |
| ヘレン・ケラー     | パティ・デューク       | 二木てるみ                                                   |
| アーサー・ケラー   | ヴィクター・ジョリー   | 大木民夫                                                     |
| ケイト・ケラー     | インガー・スヴェンソン | 寺島伸枝                                                     |
| ジェームズ・ケラー | アンドリュー・プライン | 亀谷雅彦                                                     |
| ヘレンの叔母       | キャスリーン・カムジス | 戸川暁子                                                     |
| ビニー             | ビア・リチャーズ       |                                                              |
| 不明 その他        |                        | 宮川洋一 大久保正信 巴菁子 叶年央 柳田洋 星野美樹子 土方博一 |
|                    |                        |                                                              |
| 演出               | 演出                   | 小林守夫                                                     |
| 翻訳               | 翻訳                   | 森田瑠美                                                     |
| 効果               | 効果                   | 遠藤堯雄                                                     |
| 調整               | 調整                   | 前田仁信                                                     |
| 制作               | 制作                   | 東北新社                                                     |
| 解説               | 解説                   | 淀川長治                                                     |
| 初回放送           | 初回放送               | 1975年11月9日 『日曜洋画劇場』                               |

## 評価
アメリカン・フィルム・インスティチュートが選ぶ「感動の映画ベスト100」では15位となった。

### 受賞とノミネート
| 賞                   | 部門                    | 候補者               | 結果       |
| -------------------- | ----------------------- | -------------------- | ---------- |
| アカデミー賞         | 主演女優賞              | アン・バンクロフト   | 受賞       |
| アカデミー賞         | 助演女優賞              | パティ・デューク     | 受賞       |
| アカデミー賞         | 監督賞                  | アーサー・ペン       | ノミネート |
| アカデミー賞         | 脚色賞                  | ウィリアム・ギブソン | ノミネート |
| アカデミー賞         | 衣裳デザイン賞（白黒）  | ルース・モーリー     | ノミネート |
| ゴールデングローブ賞 | 作品賞 (ドラマ部門)     | 『奇跡の人』         | ノミネート |
| ゴールデングローブ賞 | 主演女優賞 (ドラマ部門) | アン・バンクロフト   | ノミネート |
| ゴールデングローブ賞 | 助演女優賞              | パティ・デューク     | ノミネート |
| 英国アカデミー賞     | 総合作品賞              | 『奇跡の人』         | ノミネート |
| 英国アカデミー賞     | 国外女優賞              | アン・バンクロフト   | 受賞       |